# アメリカ合衆国通商代表部

通商代表章

アメリカ合衆国通商代表部（アメリカがっしゅうこくつうしょうだいひょうぶ、英: Office of the United States Trade Representative; USTR）は、アメリカ合衆国大統領府内に設けられた機関。長官に相当する通商代表は、閣僚級ポストで大統領に直属する。特命全権大使の資格を持ち、外交交渉権限を与えられている。
毎年3月末頃に「外国貿易障壁報告書」(National Trade Estimate Report on Foreign Trade Barriers; 通称「NTEレポート」)を議会に提出している。
グレン・S・フクシマによると、通商代表部は官僚機構というより、法律事務所や経営コンサルタント事務所に近いという。アメリカ合衆国財務省が日米構造協議を立案して、通商代表部に実現に向けて協力を依頼したとも述べた。自著『日米経済摩擦の政治学』（朝日新聞社）に書かれている。なお、事務所はスイスのジュネーヴとベルギーのブリュッセルにある。